# Ayúdame a vivir
Ayúdame a vivir es una película argentina, dirigida por José Agustín Ferreyra y protagonizada por Libertad Lamarque, Floren Delbene y Santiago Gómez Cou. Libertad Lamarque, a quien pertenecía la idea original, elaboró el guion juntamente con Ferreyra y el filme se estrenó el 26 de agosto de 1936. 
La película, que narra las desventuras románticas de una joven y evidentemente recoge experiencias personales de la propia Lamarque, introduce la innovación de interrumpir el diálogo para continuarlo con una canción entonada por la actriz. En Argentina tuvo gran éxito de público que se prolongó cuando fue exhibida en los otros países latinoamericanos y en España constituyéndose en la punta de lanza para la penetración del cine argentino en los mismos.  

## Reparto
- Libertad Lamarque ...          Luisita
- Floren Delbene...                 Julio
- Perla Mary...                         Mariluz
- Delia Durruty ...                   Teresa
- Lalo Harbín ...                       Federico
- Santiago Gómez Cou ...       Enrique
- Atilio Supparo ...                 Abuelo
- Juan Siches de Alarcón ...  Juan
- Alesio Guevara
- Fanny Dejouanne
- Nelly Edison
- Raúl Deval

## Sinopsis
Mientras estudia en un internado católico, en la década de 1930, la joven Luisa conoce a un muchacho, Julio, que desde la calle y reja por medio conversa con ella hasta que el arrogante hermano mayor de la muchacha que ha tomado el rol de jefe de la familia la retira del establecimiento y la lleva a vivir a la casona familiar junto con otro hermano y el abuelo. La relación con Julio continúa y con una pareja amiga hacen una salida a un parque. Al agravarse una tos que Luisa ya tenía en el internado se revela una tuberculosis por lo que es enviada a las sierras de Córdoba a reponerse provocando la separación con Julio, a quien sus amigos tratan sin resultado de hacer que salga con otras mujeres en Buenos Aires.  
Ya repuesta, Luisa envía a Julio un telegrama anunciándole su regreso a Buenos Aires pero no lo recibe porque lo intercepta un amigo con el que había convenido ir ese día al cabaret. Cuando Julio vuelve a la madrugada borracho y con una rubia, encuentra en su casa a Luisa que comprueba su infidelidad. La rubia sale de la casa pero rueda por la escalera y Luisa es acusada de homicidio pero Julio consigue que la mujer agonizante la exculpe. 
La música cumple un papel peculiar en la película pues las canciones acompañan y complementan la trama. Así cuando Luisa hace la salida al parque con Julio escuchan en el reproductor portátil que llevan, a la orquesta de Alfredo Malerba acompañando el tango Tu cariño que canta la propia Libertad revelando en los versos desde el disco el cariño que Luisa siente por Julio.  Cuando está ya repuesta de su enfermedad, Luisa entona entre los cerros la marcha Canto a la vida ("Canta otra vez en mí la primavera"). En la escena donde Luisa encuentra a Julio en evidente infidelidad, cantará el tango Ayúdame a vivir ("Yo no sé qué nombre tiene quien jura por la cruz sin cumplir lo que promete"). Finalmente, cuando Julio va a despedirse de Luisa, esta muestra sus sentimientos y adelanta cuál será el desenlace cantándole el tango Arrepentido: "mientras mi razón te condenaba sin piedad, mi alma, pobre alma. perdonaba tu maldad (...) con los brazos abiertos yo te espero, veni, veni, porque te quiero igual o más que ayer." El final de la película respetó el código de la época conforme al cual la mujer engañada siempre debía perdonar para salvar su pareja.

## Producción
Libertad Lamarque vivió un dramático episodio en su vida cuando su primer esposo retuvo a la hija de ambos en Montevideo, donde residía, sin permitirle verla, y tenía el propósito de divorciarse y obtener su tenencia. La actriz viajó en un avión privado a esa ciudad, concurrió a la escuela donde su hija estudiaba, y utilizando un poco la sorpresa y otro poco la fuerza pudo retirarla y llevarla de inmediato directamente al aeropuerto, desde donde regresó con ella a Buenos Aires en el mismo avión que la estaba aguardando. Años después, Lamarque obtuvo el divorcio y la tenencia definitiva.
Apenas finalizado ese hecho fue contratada por Alfredo Murúa para actuar en películas para el sello cinematográfico SIDE. Como se demorara la elección de un guion, Lamarque propuso un argumento que había ideado e incluso sugirió nombres para los papeles principales y la productora lo aceptó. La idea inicial era que la dirigiera Mario Soffici pero éste no aceptó, porque no le convencía que un tango diera remate a una escena dramática, por lo cual se le encomendó la dirección a José Agustín Ferreyra, quien no solamente la llevó a cabo sino que también la usó en películas posteriores.
Resulta claro que en la película Las desventuras de Luisa, surgidas de la imaginación de la propia Lamarque, guardan no poca relación con los avatares personales de la actriz y cancionista según se puede constatar en su autobiografía, donde narra las experiencias de su desdichado primer matrimonio."

## Recepción
La propia Libertad Lamarque relata en sus memorias:

"El hecho de haber escrito el argumento no me lo perdonó el periodismo "casi" en general, y nos cayeron despiadamente, pero el público argentino dijo "sí" desde el primer momento, y el público es irrefutable, él no sabe de entretelones ni de intereses, es imparcial y aplaude lo que le gusta. Así vimos por toda América durante varias décadas Ayúdame a vivir, iluminando las pantallas cuando los dueños de los cines necesitaban fondos urgentes, para levantar algún pagaré"

Se ha escrito que "la innovación introducida según idea de Lamarque -proseguir el diálogo con un tango diegético y de un dramatismo catártico- fue una revelación inesperada y la consagró en toda América. Nadie hubiera pensado que, desde los modestos estudios S.I.D.E. saldría la primera película argentina, en condiciones de competir en el mercado cinematográfico latinoamericano con Estados Unidos."
El crítico Calki al referirse a este aspecto de la película escribió: "Hasta ese punto fue innovador; halló una receta que más tarde iba a explotar Hollywood en tantas comedias musicales, cortar un diálogo, en plena situación romántica o dramática, y transformarlo en una canción; en nuestro caso un tango"
Por su parte el crítico de cine Jorge Miguel Couselo opinó que:

"Arrastrado por la ola comercial Ferreyra se disminuía sin perder sus virtudes: la narración estaba llevada con el máximo posible de fluidez y evitaba un excesivo apoyo en el diálogo, fugases exteriores cordobeses procuraban un respiro reminiscente del cine mudo, la composición de la imagen era cuidada, había cierto calor en lo descriptivo a pesar de faltar el regusto habitual del director en tipos populares y en detalles característicamente ciudadanos. El conjunto no desmerecía la intención, efectivamente lograda, de fabricar en la figura canora de Libertad Lamarque la primera estrella de fuerza arrolladora del cine argentino."

Domingo Di Núbila luego de referir que el episodio vivido por Libertad Lamarque pudo haber contribuido a la identificación del público con la protagonista apunta que "otros pluses que contribuyeron al fenomenal éxito fueron su desarrollo ágil en escenas cortas, bastante acción en el seguimiento con travellings, abundancia de exteriores, algunos decorados de inusual amplitud y, en general, una diversidad visual habilidosamente planificada a partir de un ambiente de clase media alta que era todavía novedoso en la pantalla nacional."
El sonido de la película significó una mejora considerable respecto de las anteriores pues se hizo con el sistema Sidefon, desarrollado y operado por Alfredo y Fernando Murúa, y así se anunciaba en los títulos la película con "Sincronización musical con orquesta de 50 profesores y coro femenino de 20 voces bajo la dirección de Vázquez Vigo". Libertad Lamarque comenzó a ser llamada "La Estrella Máxima de América Latina" y para tener idea de la repercusión del filme en algunos países se cita que en Cuba la expresión "Ayúdame a vivir" se incorporó al lenguaje popular al punto que durante bastante tiempo se usó como sinónimo del pocillo de café cortado con leche.

## Canciones que se ejecutan en la película
- Ayúdame a vivir (de Alfredo Malerba, Atilio Supparo y Héctor Artola)
- Canto a la vida (de Héctor Artola y Atilio Supparo)
- Tu cariño (letra de Cátulo Castillo y música de Alfredo Malerba)
- Arrepentido (de Rodolfo Sciammarella)